# حوزه انتخابیه سوم ماساچوست
حوزه انتخابیه سوم ماساچوست یک حوزه انتخابیه مجلس نمایندگان آمریکا است که در ایالت ماساچوست قرار دارد.